# Appendisotoma nidicola
Appendisotoma nidicola is een springstaartensoort uit de familie van de Isotomidae. De wetenschappelijke naam van de soort is voor het eerst geldig gepubliceerd in 1939 door Agrell.